# Lars Bache
Lars Bache (10. februar 1771 — juli 1809) var en dansk sømand.
Bache var færgemand i Helsingør. Han blev kendt for sin uegennyttige optræden under en storm i Øresund, da han sammen med fem kammerater reddede besætningen fra et ved Trekroner strandet skib men afslog at modtage en udlovet pengebelønning herfor. Kongen hædrede ham med medaljen pro meritis, og hans dåd fandt forskellig anden påskønnelse: den blev blandt andet besunget af Oehlenschläger.
Bache druknede i 1809, da en kaper, han selv havde udrustet, kuldsejlede under Stevns.
Han var bedstefader til Niels og Otto Bache.